# Poul Søgaard
Poul Søgaard, född Pedersen den 12 november 1923 i Dalum i Odense, död 13 december 2016, var en dansk socialdemokratisk politiker. Han var folketingsledamot 1959-1990 och försvarsminister 1977-1982.
Poul Søgaard var son till pappersarbetaren Johannes Christian Søgaard (1875-1955) och Anna Petersen (1884-1962). Familjen var engagerad inom fackföreningsrörelsen. Efter folkskolan läste han flera terminer på olika folkhögskolor. Han var anställd på Odense Finérfabrik (1938-1944) och extraarbetade på DSB:s maskindepå i Odense (1944). Han blev sedan remisearbejder på samma ställe (1951-1972) och kommitterad för det danska hemvärnet (1972-1977 & 1982-1984). Hans politiska karriär började då han som sextonåring fick förtroendeuppdrag i Danmarks Socialdemokratiske Ungdom (DSU). Han var ledamot i förbundsstyrelsen och sekretariatet (1945-1951) och blev sedan ledamot i Socialdemokratiets partistyrelse (1953-1961).
Søgaard kom sedan in i lokalpolitiken som ledamot i Odenses stadsfullmäktige (1954-1963) och var i en period borgmästarkandidat. Kort därefter blev han även rikspolitiker, då han kom in i Folketinget 1959 som suppleant. Från 1960 var han ordinarie ledamot och blev bl.a. ordförande av utbildningsutskottet (till 1973), ledamot av finansutskottet (1966-1972 & från 1973), ledamot av försvarsutskottet, partiets försvarspolitiska talesman och folketingsgruppens vice ordförande 1977. Han ingick också i en av de första kaffeklubbarna, vilka var parlamentariska grupperingar inom Socialdemokratiet. Han avgick demonstrativt som utbildningsutskottets ordförande i protest mot utnämningen av Ritt Bjerregaard som utbildningsminister, då han ansåg att hon var illojal mot de andra ledamöterna som valts på Fyn.
Søgaard utsågs till försvarsminister i oktober 1977. Under hans mandatperiod var Christianias framtid en stor fråga, vilket låg på försvarsdepartementets markområden. Även köpet av amerikanska F-16 och den danska underrättelsetjänstens befogenheter var stora frågor vid denna tid, liksom Danmarks inställning till Natos atomvapenstrategi och utplacering av missiler i Europa.